# Medgyasszay Vince
Medgyasszay Vince (Csajág, 1868. január 13. – Pápa, 1952. március 2.) a Dunántúli Református Egyházkerület püspöke 1935-től 1943-ig.

## Életútja
Szolgált Berhidán, majd 1901-től 1935-ig Lepsényben volt lelkész. 1920 és 1935 között a Mezőföldi Egyházmegye esperese, 1935-től 1943-ig a Dunántúli Református Egyházkerület püspöki tisztét töltötte be Pápán. Verseket, egyházi beszédeket írt. Számos cikke jelent meg egyházi folyóiratokban.

## Műve
- Vihar után – alkonyat felé. (v.) Bp., 1926.